# Léon Taverdet
Pour les articles homonymes, voir Taverdet.
Léon Aimé Taverdet, né le 17 juillet 1923 à Avanne dans le Doubs et mort le 8 août 2013 à Brienon-sur-Armançon dans l'Yonne, est un évêque catholique français, évêque de Langres de 1981 à 1999.

## Biographie
Léon Aimé Taverdet est né le 17 juillet 1923 à Avanne dans le Doubs. 
Il entre chez les Frères missionnaires des campagnes en 1949 et est ordonné prêtre le 25 septembre 1955.
Vivant en communauté au prieuré Saint-Dominique de Pibrac dans la Haute-Garonne, il exerce son ministère pastoral dans la paroisse et au Pèlerinage de Sainte Germaine. Élu prieur général des Frères Missionnaires des Campagnes en 1961, il exerce cette charge jusqu'en 1973, avant de rejoindre le prieuré Saint-Jacques du Neubourg dans l'Eure et de prendre en 1975 la responsabilité de secrétaire de la Commission épiscopale du Monde Rural.
Nommé évêque de Langres le 14 octobre 1981, par le pape Jean-Paul II, il est ordonné le 29 novembre en la cathédrale de Langres par Jean Vilnet.
Il est élu comme suppléant pour le synode des évêques de 1994
Il occupe cette charge pendant 18 ans, et se retire le 16 décembre 1999. Le 5 mars 2000, il ordonne son successeur Philippe Gueneley et rejoint les Frères missionnaires des campagnes au prieuré Saint-Germain de Chichery-la-Ville dans l'Yonne, puis au prieuré Saint-Robert de Molesme à Brienon-sur-Armançon en 2008.
En 2011, il se retire à la maison de retraite de Brienon où il meurt le 8 août 2013 à l'âge de 90 ans. Ses obsèques sont célébrées le 14 août suivant et présidées par Philippe Gueneley.